# Protiro meridionale basilica di Santa Maria Maggiore
Il protiro meridionale della basilica di Santa Maria Maggiore di Bergamo è stato realizzato da Giovanni da Campione e dalla sua bottega nel 1360 ed è conosciuto come “protiro dei leoni bianchi”

## Storia
Il protiro, posto sul lato meridionale della basilica mariana, si affaccia su piazza delle Rosate, ed è conosciuto come il protiro dei “leoni bianchi”, proprio per differenziarlo da quello posto sul lato settentrionale detto dei “leoni rossi” in marmo rosa di Verona. Il protiro si presenta in marmi policromi: il bianco di Musso e il nero di Gazzaniga.  Il manufatto conserva la firma del suo costruttore, Giovanni da Campione, e come l'altro è ricco di quel simbolismo che doveva essere l'inizio della catechesi di chi si avvicinava all'ingresso della basilica. Questo fu progettato il decennio successivo a quello dei “leoni rossi” e si appoggia al romanico portale completo di strombature. L'ingresso sul lato meridionale doveva essere particolarmente importante, avendo il nuovo portico mantenuto il portale antico che riportava la data di fondazione della chiesa del 1137 e il nome di Mastro Fredo che ne aveva seguito l'edificazione. Alcune parti furono modificate negli ultimi anni del Trecento da Andriolo de' Bianchi come rilevato dallo storico Costantino Baroni.

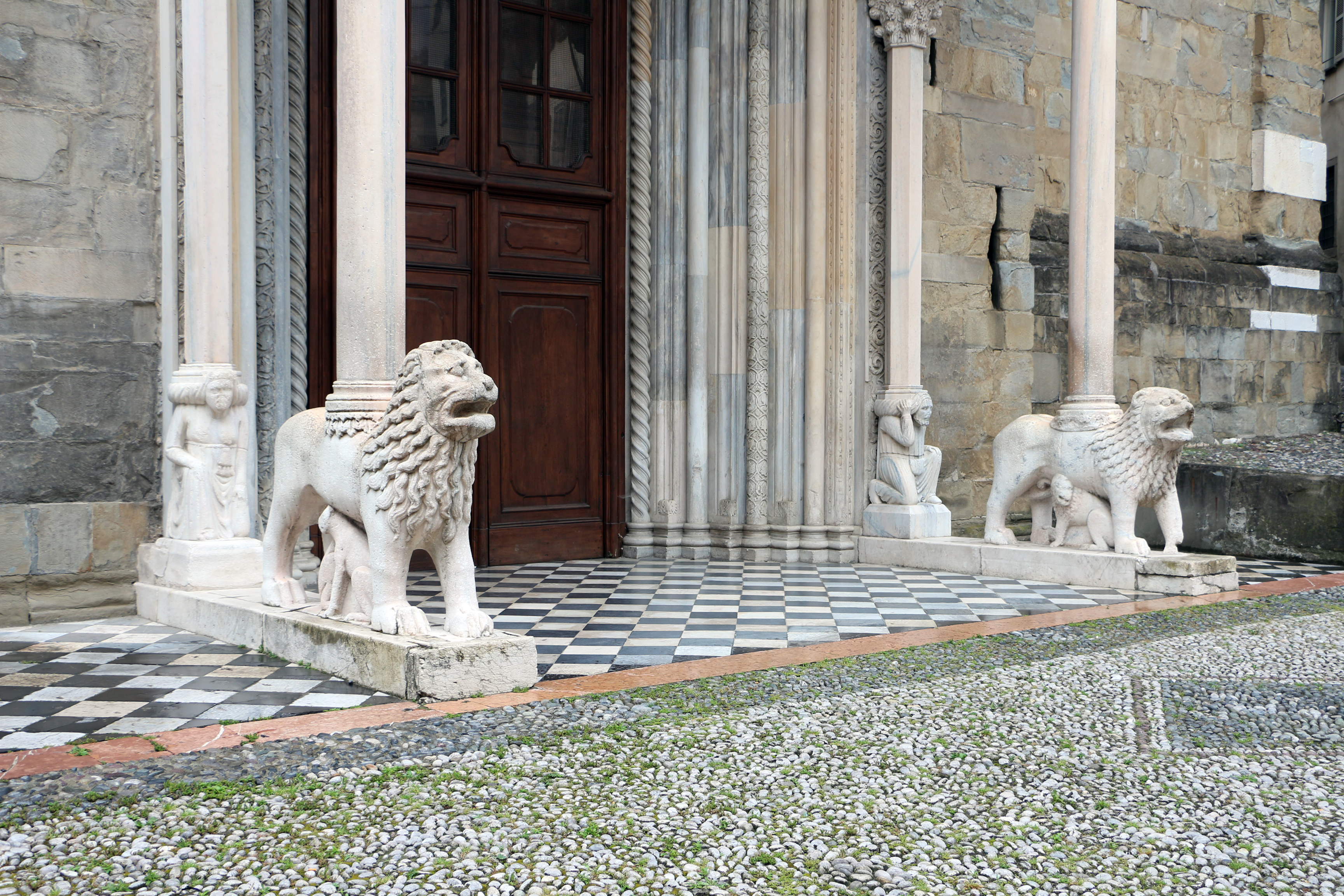
Giovanni da Campione, leoni stilofori, protiro meridionale

## Descrizione
Il manufatto presenta numerose assonanze con quello posto sul lato opposto della basilica, i due leoni stilofori identici agli altri ma scolpiti in marmo bianco di Candoglia, mentre due telamoni, un uomo e una donna, sono posti ai piedi delle colonne ottagonali in anidrite che compongono la strombatura del portale. I capitelli delle due colonne poste sopra i leoni hanno nella parte del pulvino raffigurato contenuto in due rami che escono dalle fauci di animali, l'«Aguns Dei». 
Il protiro si sviluppa su due livelli: quello inferiore è dedicato all'uomo, alle sue fragilità e ai suoi peccati, con la narrazione delle storie del peccato originale, dove tutti gli uomini portano il peso della trasgressione che hanno compiuto Adamo ed Eva con la conseguenza della morte umana. La parte superiore è occupata dai santi e da Cristo salvatore del mondo. I due telamoni che reggono le due colonne rappresentano un uomo e una donna che portano ben visibile alla cinta un sacchetto di denaro a indicare l'avidità, devono reggere il peso dei peccati, raffigurato sotto forma di drago, che è nel medioevo associato alle teste di Adamo e Eva, e alla presenza di Lucifero che può essere vinto solo avvicinandosi all'Agnus Dei che con la sua morte e resurrezione ci ha liberato dal peccato originale. La raffigurazione di scene di caccia con la lotta tra animali con la lepre, quale simbolo della fecondità, e il cinghiale quale simbolo dei peccati della carne, e draghi con la testa d'uomo e la coda vegetale, nonché la presenza di un orso che mangia il frutto dell'albero sono la rappresentazione della lotta contro i peccati degli uomini come la lussuria, e il peccato di gola, è anche il serpente che invita Eva a mangiare del frutto quindi ai peccati della carnali.
Il protiro presenta anche le maschere della terra, immagini dalla cui bocca escono rami fioriti a indicare l'unione della natura con l'uomo e anche l'albero della vita con la rappresentazione del “lignum vitae” di Cristo linfa spirituale della vita dell'uomo. I rami ospitano uccelli che mangiano i buoni frutti a raffigurare l'anima che si avvicina, attraverso la chiesa, alla salvezza. Un alberello tripartito è raffigurato sull'angolo sinistro ed evoca le querce di Mamrè dove Dio si manifestò ad Abramo con l'immagine di tre uomini, le tre figure della Trinità.

### Cinque santi protettori
Cinque santi sono scolpiti nella parte esterna superiore, inseriti in nicchie: san Rustico, il cui nome è scolpito sulla base; è raffigurato con la palma del martirio e una spada nella mano destra. San Defendente regge una mazza ferrata. San Lorenzo raffigurato con i libri dei salvi, la graticola simbolo del suo martirio e la fascia da diacono. Sant'Antonio abate con il classico bastone a “T”, la campanella e il maiale. Un santo vescovo difficile da identificare mancando i simboli iconografici, oltre al mitra e il pastorale.

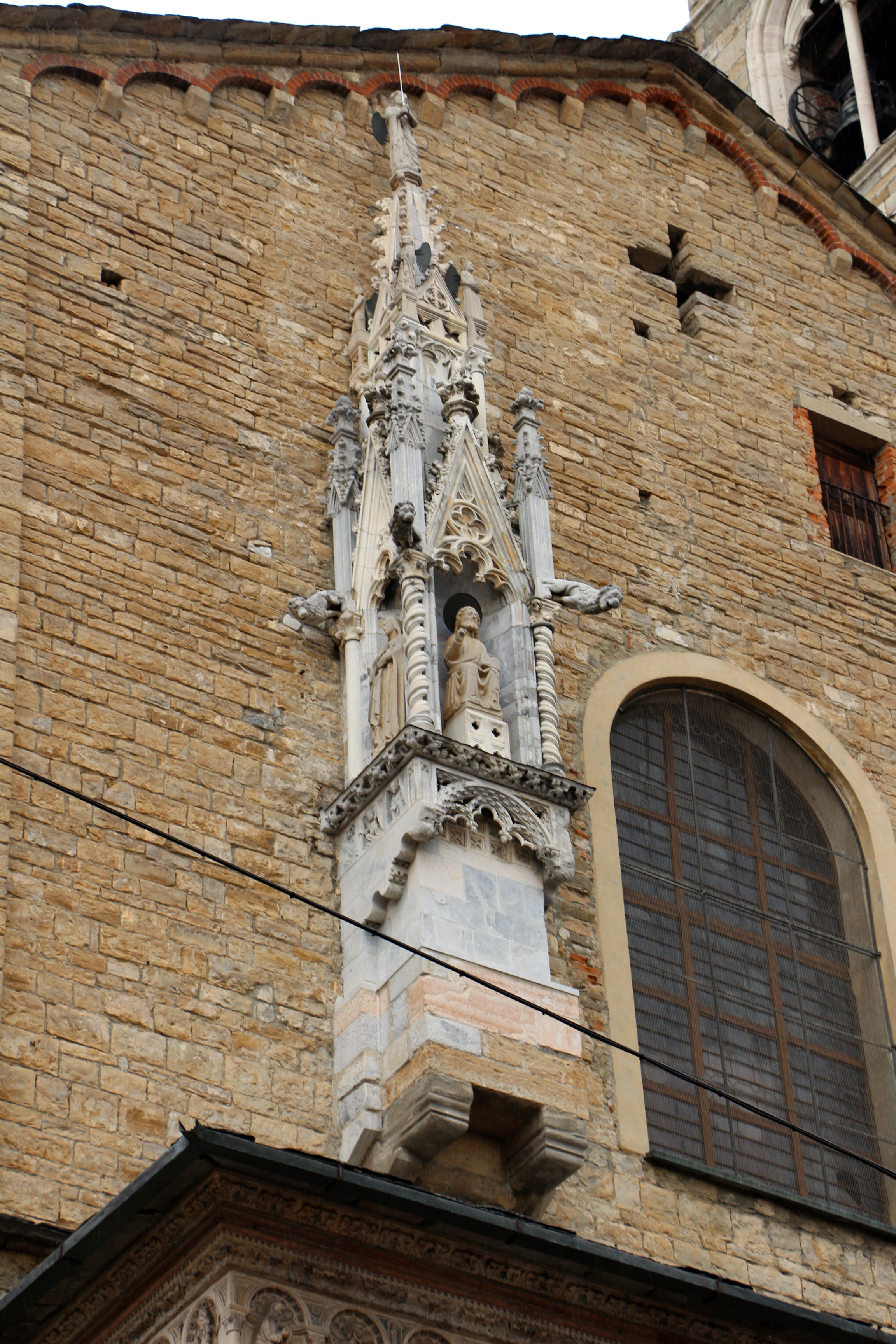
Giovanni da Campione e Anex de Alemania

La parte superiore presenta un fregio con foglie d'acanto e fiori rossi posti sopra la raffigurazione di san Defendente a indicare la sofferenza del martirio. Vi sono inoltre quattro personaggi che stanno lavorando a scolpire e progettare opere lapidee, rappresentanti i santi protettori della corporazione degli dèi lapicidi i quattro Coronati.

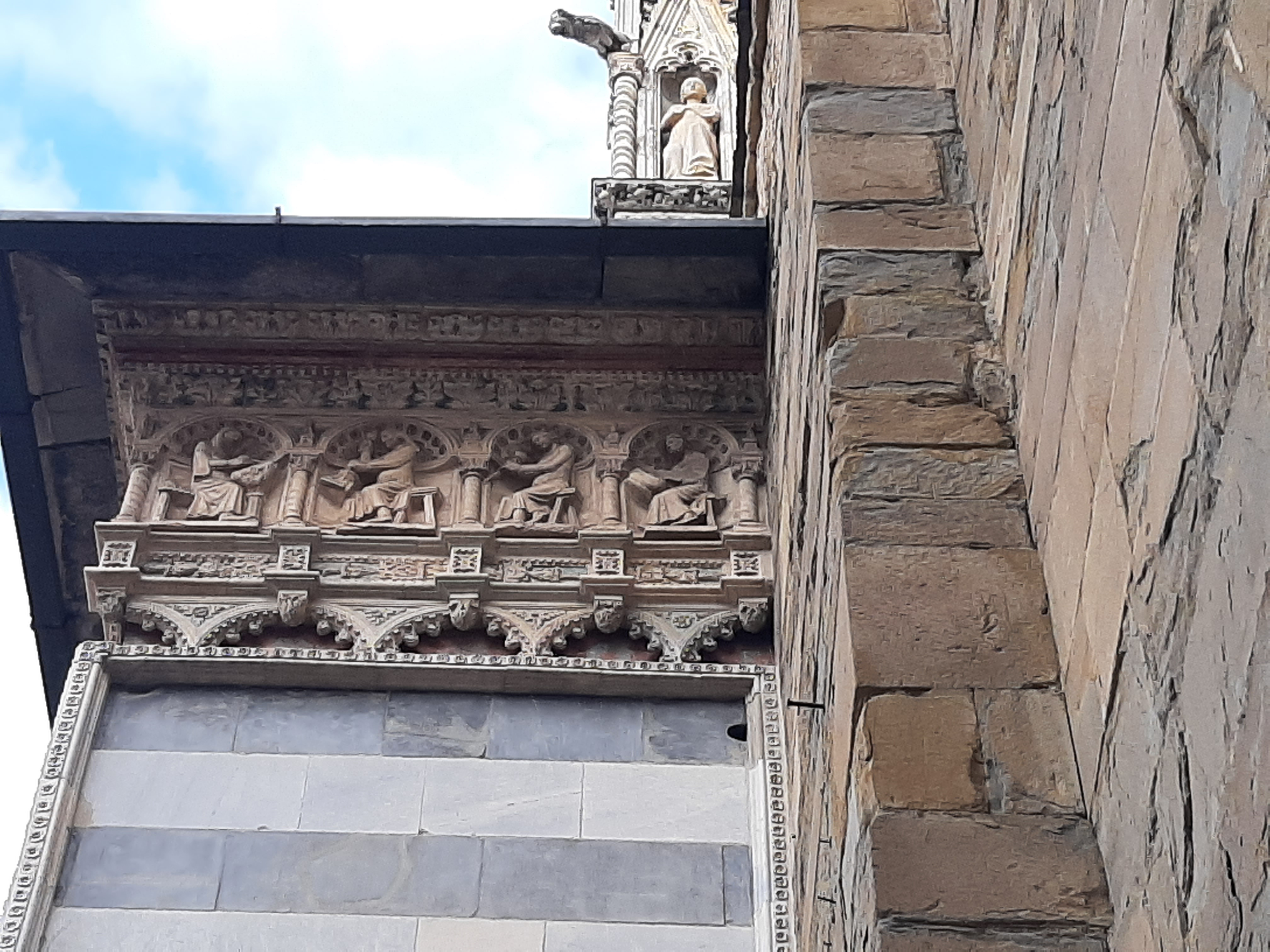
Particolare protiro sud

### Quattro coronati
La fascia superiore presenta la raffigurazione dei santi e superiore dei quattro Coronati, i santi protettori dei lapidee scolpiti con gli arnesi da lavoro. Anche questi, come gli altri santi, sono posti in nicchie e con una pigna raffigurata sulla sedia del maestro a rappresentare l'eternità, la pigna è infatti il simbolo che si usava indicare come oggetto che accompagnava i meritevoli, fino al paradiso. I quattro sono Severo, Severiano, Carpoforo e Vittorino che furono martirizzati per ordine di Diocleziano. La colonna era d'epoca precedente e nuovamente scolpita a indicare la fortezza dei quattro martiri. Le parola inserite non si riferiscono ai loro nomi, e purtroppo sono mancanti di alcune parti, si presume facciano riferimento alle differenti professioni raffigurate in modo particolarmente preciso e curato.

### Guglia
Nel 1403 fu terminata la guglia gotica dal maestro Anex de Alemania. Si presenta infatti di gusto tedesco. La guglia posta su di uno zoccolo pieno con tre statue inserite in nicchie raffiguranti l'Arcangelo Gabriele, la Madonna Annunziata e Dio Padre benedicente. La guglia termina con cinque la presenza di cinque angeli.